# 安迪·克鲁斯
安迪·克鲁斯（西班牙語：Andy Cruz，1995年8月12日—），古巴男子拳击运动员。他曾代表古巴参加2020年夏季奥林匹克运动会拳击比赛，获得男子63公斤级金牌。他也曾参加2015年和2019年泛美运动会。